# Obervolta

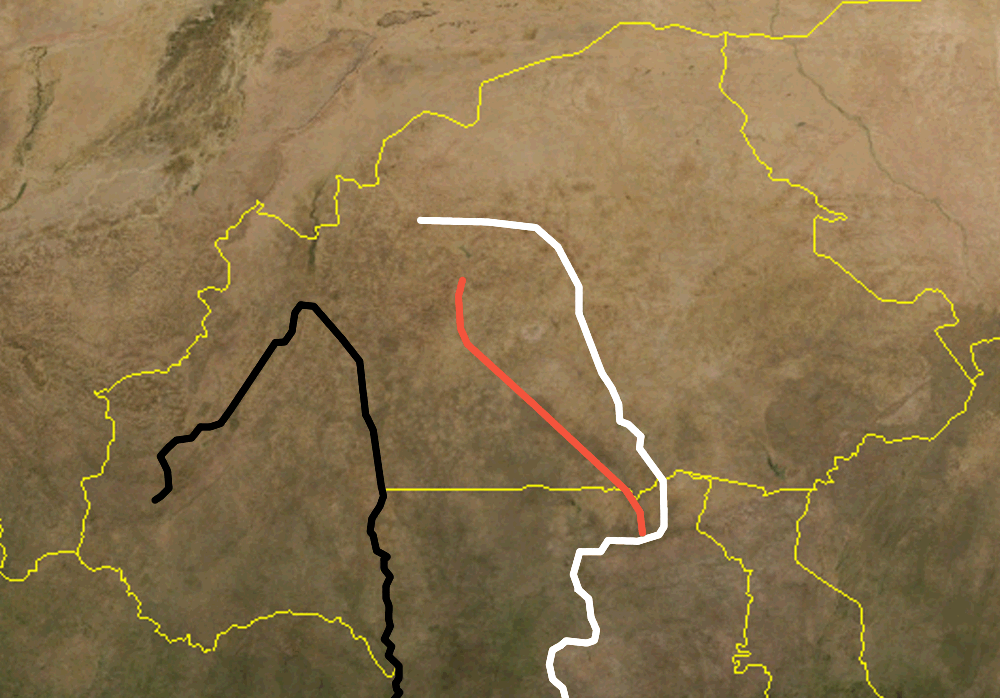
Schwarzer, Roter und Weißer Volta

Obervolta (französisch Haute-Volta), nach dem Fluss Volta, war von 1919 bis 1932 und wieder ab 1947 eine französische Kolonie sowie ab 1960 ein unabhängiger Staat in Westafrika (seit 1984 unter dem heutigen Namen Burkina Faso).

## Geschichte
Da die wirtschaftliche Entwicklung hinter den Erwartungen der Kolonialmacht zurückblieb, wurde das Territorium 1932 unter den Nachbarkolonien Französisch-Sudan, Niger und Elfenbeinküste aufgeteilt. Nach dem Zweiten Weltkrieg ordnete Frankreich seinen Kolonialbesitz neu und stellte Obervolta 1947 in seinen alten Grenzen als Überseeterritorium wieder her. Das Frauenwahlrecht wurde 1956 eingeführt. Am 11. Dezember 1958 erhielt Obervolta innere Autonomie. Am 5. August 1960, im sogenannten Afrikanischen Jahr, wurde die Republik Obervolta (République de Haute-Volta) unabhängig. Am 4. August 1984 änderte der Staat seinen Namen in Burkina Faso. Das Land liegt in der Sudan- und Sahelzone; es grenzt an Ghana, Mali, Niger, die Elfenbeinküste, Togo und Benin. Die Hauptstadt war und ist Ouagadougou.

## Gouverneure (1919–1932)
- Édouard Hesling (9. November 1919 – 7. August 1927)
- Robert Arnaud (7. August 1927 – 13. Januar 1928), geschäftsführend
- Albéric Fournier (13. Januar 1928 – 22. Dezember 1932)
- Gabriel Descemet (22. Dezember 1932 – 31. Dezember 1932)

## Gouverneure (1947–1958)
- Gaston Mourgues (6. September 1947 – 29. April 1948), geschäftsführend
- Albert Mouragues (29. April 1948 – 23. Februar 1953)
- Salvador Jean Étcheber (23. Februar 1953 – 3. November 1956)
- Yvon Bourges (3. November 1956 – 15. Juli 1958)
- Max Berthet (15. Juli 1958 – 11. Dezember 1958), geschäftsführend

## Hochkommissare (1958–1960)
- Max Berthet (11. Dezember 1958 – Februar 1959)
- Paul Masson (Februar 1959 – 5. August 1960)

## Präsidenten Obervoltas
- Maurice Yaméogo (5. August 1960 – 3. Januar 1966)
- Sangoulé Lamizana (3. Januar 1966 – 25. November 1980)
- Saye Zerbo (25. November 1980 – 7. November 1982)
- Jean-Baptiste Ouédraogo (8. November 1982 – 4. August 1983)
- Thomas Sankara (4. August 1983 – 4. August 1984, anschließend Präsident Burkina Fasos bis 15. Oktober 1987)